# 2011年全港運動會田徑比賽
第三屆全港運動會田徑比賽（英語：The 3rd Hong Kong Games Athletics Competition），是2011年全港運動會其中一個運動比賽項目。是次比賽將於2011年5月21日至5月22日假坐於將軍澳運動場舉行。

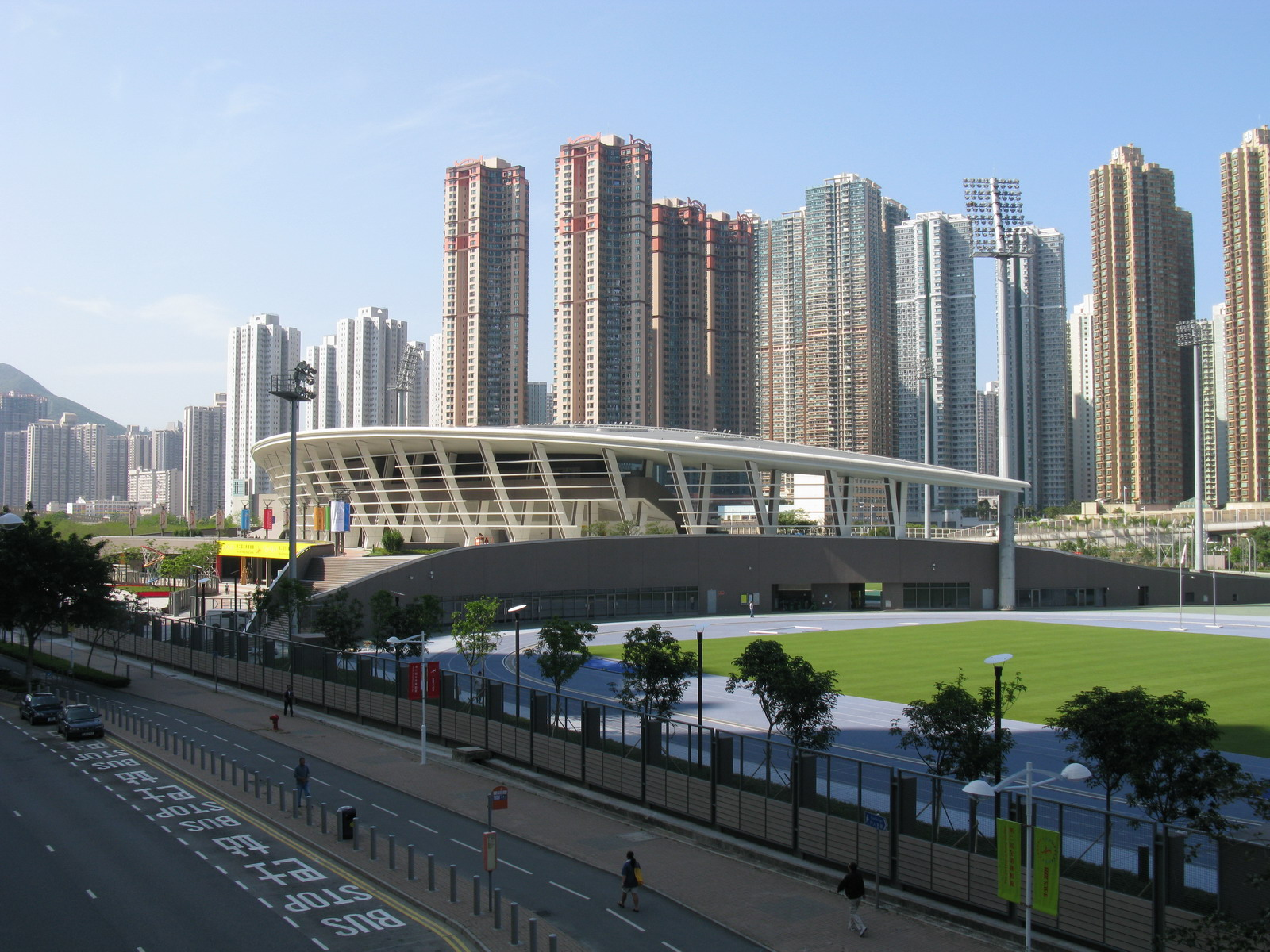
本屆比賽將於將軍澳運動場舉行

## 組別
- 是次比賽將舉辦以下賽事[1]

### 男子組
- 徑賽項目：100米、200米、400米、800米、1500米、5000米、110米跨欄
- 田賽項目：跳高、跳遠、鉛球、標槍、鐵餅
- 隊際項目：4×100米接力、4×400米接力

### 女子組
- 徑賽項目：100米、200米、400米、800米、1500米、5000米、100米跨欄
- 田賽項目：跳高、跳遠、鉛球、標槍、鐵餅
- 隊際項目：4×100米接力、4×400米接力

## 年齡限制
- 男子5000米賽事及女子5000米賽事之參賽者則必須年滿16歲(於1995年或以前出生)
- 其他賽事之參賽運動員必須年滿10歲(於2001年或以前出生)

## 賽制
- 徑賽項目初賽成績最佳時間之首8名／隊將進入決賽，以決賽成績定名次。
- 男子1500米賽事、女子1500米賽事、男子5000米賽事及女子5000米賽事則直接進入決賽定名次。
- 田賽項目中每名運動員有3次試跳/擲機會，有效成績最好的前8名運動員可再試跳/擲3次，以最佳成績定名次。

## 各項成績

### 男子項目
| 項目                | 金牌                         | 银牌                       | 铜牌                       |
| 100米（詳細）       | 鐘智恒（屯門區），11.17      | 鄭家名（東區），11.20      | 司徒民浩（沙田區），11.22  |
| 200米（詳細）       | 鐘智恒（屯門區），22.51      | 陳嘉駿（北區），22.52      | 司徒民浩（沙田區），22.56  |
| 400米（詳細）       | 陳嘉駿（北區），50.20        | 梁景雄（屯門區），50.63    | 陳啟華（沙田區），50.68    |
| 800米（詳細）       | 劉偉毅（葵青區），1:56.47    | 楊志榮（東區），1:57.29    | 李祖維（元朗區），2:03.20  |
| 1500米（詳細）      | 陳朗庭（西貢區），4:19.11    | 袁浩然（西貢區），4:20.05  | 張振藩（屯門區），4:20.44  |
| 5000米（詳細）      | 潘競雄（深水埗區），16:35.12 | 黃暐璁（離島區），16:39.57 | 張振藩（屯門區），16:50.40 |
| 110米跨欄（詳細）   | 陳仲泓（元朗區），14.86      | 岑植禮（黃大仙區），15.05  | 鄺銘健（東區），15.22      |
| 跳高（詳細）        | 歐凱軒（元朗區），1.94       | 盧樂德（西貢區），1.91     | 林昊鋒（西貢區），1.91     |
| 跳遠（詳細）        | 廖天偉（大埔區），6.70       | 葉友劍（觀塘區），6.66     | 關子俊（沙田區），6.62     |
| 鉛球（詳細）        | 余致揚（黃大仙區），11.35    | 羅俊賢（元朗區），11.01    | 薜文俊（荃灣區），10.57    |
| 標槍（詳細）        | 馮日朗（黃大仙區），48.54    | 林廣洋（沙田區），46.60    | 吳翰嗚（大埔區），45.93    |
| 鐵餅（詳細）        | 李溢錦（西貢區），37.50      | 藍偉誠（屯門區），34.03    | 余致揚（黃大仙區），32.43  |
| 4×100米接力（詳細） | 屯門區，43.04                | 葵青區，43.85              | 觀塘區，44.28              |
| 4×400米接力（詳細） | 西貢區，3:28.30              | 屯門區，3:28.61            | 北區，3:30.94              |

### 女子項目
| 項目                | 金牌                      | 银牌                        | 铜牌                        |
| 100米（詳細）       | 盧嘉琳（屯門區），12.64   | 陳嘉儀（北區），12.79       | 陳家倩（灣仔區），12.87     |
| 200米（詳細）       | 盧嘉琳（屯門區），26.00   | 陳皓琳（元朗區），26.55     | 程孝慧（中西區），26.66     |
| 400米（詳細）       | 潘幸慧（北區），59.73     | 袁曉兒（西貢區），1:00.38   | 蔡仁靖（九龍城區），1:00.70 |
| 800米（詳細）       | 陳綺琪（葵青區），2:23.71 | 梁寶怡（葵青區），2:28.50   | 鍾敏彤（北區），2:30.75     |
| 1500米（詳細）      | 張庭欣（大埔區），5:03.78 | 蔣凱華（深水埗區），5:07.34 | 歐陽學珈（屯門區），5:09.63 |
| 5000米（詳細）      | 蔡雯斯（東區），20:18.14  | 莫紫凌（觀塘區），20:21.86  | 陳嘉欣（屯門區），20:57.20  |
| 110米跨欄（詳細）   | 盧詠儀（西貢區），15.58   | 馬雅文（黃大仙區），16.46   | 丁可翹（元朗區），17.15     |
| 跳高（詳細）        | 林驪珊（西貢區），1.56    | 梅琬鸚（南區），1.45        | 盧儷文（黃大仙區），1.40    |
| 跳遠（詳細）        | 馬雅文（黃大仙區），5.36  | 寧詩慧（離島區），5.03      | 羅嘉敏（中西區），5.03      |
| 鉛球（詳細）        | 田嘉賢（屯門區），10.52   | 曾愷忻（中西區），10.09     | 梁競允（沙田區），9.97      |
| 標槍（詳細）        | 劉晞庭（沙田區），36.29   | 黃嘉怡（觀塘區），32.15     | 林雅宜（元朗區），31.46     |
| 鐵餅（詳細）        | 馬文佳（沙田區），28.49   | 黃嘉怡（觀塘區），32.15     | 李康婷（葵青區），27.09     |
| 4×100米接力（詳細） | 北區，51.20               | 觀塘區，51.98               | 屯門區，52.35               |
| 4×400米接力（詳細） | 葵青區，4:09.72           | 西貢區，4:12.89             | 北區，4:14.25               |

## 外部連結
- 第三屆全港運動會官方網頁（中文）